# Pronunciation Lexicon Specification
Pronunciation Lexicon Specification o PLS (Specifica del lessico di pronuncia) è una raccomandazione del World Wide Web Consortium (W3C) indirizzata alle applicazioni di sintesi vocale.
La raccomandazione, attualmente alla versione 1.0, ha raggiunto il suo stato finale con la pubblicazione ufficiale il 14 ottobre 2008.

## Caratteristiche
Il termine lessico di pronuncia indica la relazione di corrispondenza tra una parola o una breve frase, la sua forma scritta e la sua pronuncia. La corrispondenza viene espressa in modo formalizzato per poter essere utilizzata da sistemi di riconoscimento vocale o di sintesi vocale.
Un lessico di pronuncia è per sua natura direttamente collegato alla lingua in cui sono espresse le parole e le varie frasi, di modo che per esempio è possibile indicare la pronuncia corretta della parola scritta information a seconda che debba essere inserita in un contesto di lingua inglese (IPA: infɔ'mə:ʃn) o di lingua francese (IPA: əŋforməβi'oŋ).